# Métropole de Nicomédie
 (septembre 2022).
La métropole de Nicomédie (grec moderne : Μητρόπολις Νικομηδείας) est un territoire ecclésiastique (métropole) du Patriarcat œcuménique de Constantinople dans le nord - ouest de l'Asie Mineure, la Turquie moderne. 
Le christianisme s'est répandu à Nicomédie à partir du Ier siècle apr. J.-C. À la suite de la prise de la ville par les Ottomans au début du XIVe siècle, le siège métropolitain est resté vacant pendant une période. La métropole a été rétablie au XVe siècle et est restée active jusqu'à l'échange de population gréco-turque de 1922-1923.

## Histoire

### Christianisme primitif et période byzantine
Le christianisme se répand à Nicomédie au milieu du Ier siècle, tandis que la ville devient le plus ancien évêché connu dans la région de Bithynie, au nord-ouest de l'Asie Mineure. Selon la tradition chrétienne, le premier évêque est Prochore, l'un des sept diacres.
Nicomédie devient un important centre administratif sous le règne de l'empereur Dioclétien. Ce dernier vise à transformer la ville en une nouvelle capitale de l'Empire romain. En 303, sous le règne du même empereur, les chrétiens de Nicomédie sont victimes de persécutions, tandis qu'une autre vague de persécutions contre les chrétiens se produit en 324 sous Licinius. Le nombre de victimes chrétiennes locales n'a pas été estimé, mais on pense qu'elles étaient des milliers. Parmi les martyrs figurent les légionnaires Dorothée, Gorgon, Pantaléon et Georges de Lyda, ainsi que l'évêque local Anthime. En 337, l'évêque Eusèbe de Nicomédie, chef de file des ariens, baptise l'empereur Constantin le Grand sur son lit de mort,. 
En 451, l'évêché local est promu siège métropolitain sous la juridiction du patriarcat œcuménique de Constantinople.  La métropole de Nicomédie a été classée septième dans le Notitiae Episcopatuum parmi les métropoles du Patriarcat. 
Le dernier métropolite attesté du XIVe siècle est Maxime (1324-1327). Après 1327, le siège métropolitain reste vacant, probablement en raison du siège ottoman prolongé de la ville. Nicomédie est la dernière ville de Bithynie qui est restée sous contrôle byzantin, jusqu'à ce qu'elle ne tombe finalement en 1337. 

### Période ottomane

Métropoles grecques orthodoxes d'Asie Mineure, ca. 1880.

Seuls des documents sporadiques survivent sur les autorités ecclésiastiques locales pendant la première période de l'occupation ottomane de la ville. Cependant, en 1453, la chute de Constantinople aux mains des Ottomans conduit à l'incorporation du patriarcat de Constantinople dans le système du millet ottoman et à des réformes ultérieures de l'administration ecclésiastique. En conséquence, l'église de Nicomédie est restaurée dans son ancien statut.  Bien qu'à cette époque la plupart des métropoles d'Asie Mineure aient cessé d'exister en raison de la diminution de la population orthodoxe et des persécutions, les trois métropoles de Bithynie - Nicomédie, Chalcédoine et Nicée - sont restées actives. De plus, en raison de leur proximité avec Constantinople, les métropolites locaux pouvaient assister régulièrement au Saint-Synode de Constantinople.
À partir du milieu du XIXe siècle, un certain nombre de développements sociaux et politiques favorisent le rôle du clergé : augmentation de la population et développement économique des communautés orthodoxes locales, ainsi que le rôle accru des métropolites en tant que représentants des communautés grecques orthodoxes dans l'administration provinciale de l'Empire ottoman et l'essor de l'éducation, principalement par le biais d'institutions contrôlées par le clergé. 
Pendant la guerre gréco-turque de 1919-1922, la zone de la métropole est temporairement contrôlée par l'armée grecque. Cependant, en raison de l'évolution de la guerre, l'armée grecque se retire et la population locale survivante évacue la région ou est massacrée. Aujourd'hui, il n'y aurait aucune population orthodoxe dans la région malgré sa proximité avec la zone de population la plus dense de Turquie. 
Depuis 2008, le métropolite titulaire de Nicomédie, nommé par le Patriarcat œcuménique, est Joachim Nerantzoulis. 

## Géographie et démographie
La population qui résidait dans la région de la métropole de Nicomédie était relativement faible, par rapport à celle des autres régions ecclésiastiques d'Asie Mineure en raison de son étendue géographique limitée. Dès les premiers siècles de la période ottomane, la métropole locale comprend deux quartiers géographiquement discontinus, celui de Nicomédie et celui d'Apollonias. Les limites exactes de la superficie de la métropole ne peuvent être tracées avec précision qu'à partir de la fin de la période ottomane (à partir de la fin du 19e). Le district métropolitain de Nicomédie, outre la ville elle-même, comprend également son arrière-pays immédiat ainsi que les zones d'Adapazarı, Yalova, Karamürsel et de Kandıra. D'autre part, le quartier d'Apollonias, incorporait la zone de Mihaliç, une partie de celle de Mudanya, mais pas la ville elle-même et l'île Kalolimnos (moderne İmralı ), à la mer de Marmara .
Jusqu'en 1922-23, la zone de la métropole se composait de 35 communautés ecclésiastiques, alors que selon les estimations du début du XXe siècle, la population était de 43 950 grecs orthodoxes. 